# Битон Кулибали
Битон Мамари Кулибали (1689—1755) — один из представителей немусульманской династии правителей королевства Бамбара, четвёртый король династии Кулибали (1650—1757), правнук основателя династии Каладьяна. В годы правления Батона Кулибали (1712—1755) государство Бамбара находилось в открытом пограничном противостоянии с соседними народами фульбе, сонинке и моси. С правлением связывают достижение пика могущества государства и максимальное расширение границ.